# مانويل فيلاسكيز
مانويل فيلاسكيز (بالإسبانية: Manuel Velázquez) ‏(24 يناير 1943 - 15 يناير 2016) مانويل فيلاسكيز هو لاعب كرة قدم إسباني سابق ولد في إسبانيا سنة 1944.
مانويل فيلاسكيز حمل قميص ريال مدريد خلال 12 موسم (1965-1977) حقق الليغا 6 مرات الكأس 3 مرات ودوري الأبطال مرة واحدة. تكون مانويل فيلازكيز في مدرسة ريال مدريد قبل أن يلعب ثلاث مواسم مع رايو فاليكانو وملقا على سبيل الإعارة قبل أن يعود للنادي الملكي. في 1977 أنهى مانويل فيلاسكيز فترته مع ريال مدريد ثم لعب في الدوري الأمريكي قبل أن يعتزل كرة القدم، حمل قميص ريال مدريد أكثر من 400 مرة.
توفي مانويل في 15 يناير 2016 عن عمر ناهز 72 سنة.

## روابط خارجية
- مانويل فيلاسكيز على موقع الاتحاد الأوربي (الإنجليزية)
- مانويل فيلاسكيز على موقع الاتحاد الأوربي (الإنجليزية)
- مانويل فيلاسكيز على موقع قاعدة بيانات كرة القدم.إي يو (الإنجليزية)
- مانويل فيلاسكيز على موقع ناشيونال فوتبول تيمز (الإنجليزية)